# V353 Гидры
V353 Гидры (лат. V353 Hydrae), HD 123767 — двойная затменная переменная звезда типа Алголя (EA) в созвездии Гидры на расстоянии приблизительно 429 световых лет (около 132 парсек) от Солнца. Звёздная величина диапазона Hp звезды — от +7,65m до +7,51m. Орбитальный период — около 3,7873 суток. Возраст звезды определён как около 1,4 млрд лет.
Открыта В. Штромайером, Р. Книгге и Х. Оттом в 1965 году*.

## Характеристики
Первый компонент — жёлто-белая звезда спектрального класса F5V, или F5. Масса — около 1,863 солнечной, радиус — около 3,193 солнечного, светимость — около 14,713 солнечной. Эффективная температура — около 6420 K.

## Планетная система
В 2019 году учёными, анализирующими данные проектов Hipparcos и Gaia, у звезды обнаружена планета HIP 69211 b.